# (27855) Giorgilli
(27855) Giorgilli es un asteroide perteneciente al cinturón de asteroides, descubierto el 4 de enero de 1995 por Francesco Manca y el también astrónomo Augusto Testa desde el Observatorio Astronómico de Sormano, Sormano, Italia.

## Designación y nombre
Designado provisionalmente como 1995 AK. Fue nombrado en honor de Antonio Giorgilli (n. 1949), profesor de física matemática en la Universidad de Milán, se distinguió en su productiva carrera con numerosos trabajos en teoría de perturbaciones de sistemas hamiltonianos, con aplicaciones a estudios de estabilidad orbital a largo plazo de planetas mayores y menores.

## Características orbitales
(27855) Giorgilli está situado a una distancia media del Sol de 2,546 ua, pudiendo alejarse hasta 2,745 ua y acercarse hasta 2,347 ua. Su excentricidad es 0,078 y la inclinación orbital 4,795 grados. Emplea 1483,82 días en completar una órbita alrededor del Sol.

## Características físicas
La magnitud absoluta de (27855) Giorgilli es 15,54. 